# 横山博人
横山 博人（よこやま ひろと、1948年3月16日 - ）は日本の映画監督。福岡県・飯塚市出身。

## 人物
日本大学除籍後の1971年、伊藤俊也監督の紹介で東映東京撮影所の契約助監督になる。石井輝男、深作欣二、中島貞夫、鈴木則文、伊藤俊也など10名の監督たちにつく。
1977年工藝舎を設立。1979年監督デビュー作『純』がカンヌ国際映画祭、批評家週間でオープニング上映。1980年、『純』が国内初公開。自主制作映画として配給収入の最高記録を樹立。
その後『卍』（1983）、『フリーター』（1987）『恋はいつもアマンドピンク』（1988）『眠れる美女』（1995）などを監督。
裕木奈江主演の『曖・昧・Me』（1990）をプロデュース。
近年は、後進の指導などにも当たっている。
自らのブログで「シナリオはレーゼシナリオでは駄目だ」と書いている。（外部リンク参照）

## 主な作品
- 純（1980年）；脚本も兼ねる
- 卍（まんじ）（1983年）
- フリーター（1987年）
- 恋はいつもアマンドピンク（1988年）
- 曖・昧・Me（1990年、プロデュース）
- 眠れる美女（1995年）

## テレビドラマ
- 『女と男』（樋口可南子、四谷シモン、1987年10月26日、フジテレビ系列（FNS系列））